# Endoterm reaktion
En endoterm reaktion är en kemisk reaktion som upptar värme ur sin omgivning. I endoterma reaktioner ökar de kemiska bindningsenergierna under upptagande av värmeenergi. Entalpiändringen, ∆H, som är ett mått på förändringen i bindningsenergi, har ett positivt värde för endoterma reaktioner. Om en endoterm reaktion sker spontant trotsar detta skenbart termodynamikens andra huvudsats på så vis att bindningsenergi, en form av ordnad energi, skapas av värme som är oordnad energi. Förklaringen till denna skenbara paradox ligger i att den totala entropiökningen blir positiv då de bildade ämnena får en förhöjd strukturell entropi under reaktionen.

## Förklaring
För att kemiska reaktioner över huvud taget ska kunna äga rum spontant krävs att Gibbs fria energi minskar i reaktionen (∆G har ett negativt värde). Enligt formeln ∆G = ∆H - T∆S, krävs då att systemets, det vill säga de reagerande ämnenas ändring i entropi, ∆S, är tillräckligt stor så att ∆G får ett negativt värde trots det positiva ∆H. För att den spontana reaktionen ska komma till stånd krävs alltså att den strukturella entropiökningen multiplicerat med absoluta temperaturen får ett högre numeriskt värde än värdet för ∆H. Man skulle kunna uttrycka detta som att den strukturella entropiökningen är drivande för den endoterma reaktionen på ungefär samma sätt som att entropiökningen orsakad av värmeavgivning (negativt värde på ∆H) är drivande för de exoterma reaktionerna. När vissa salter exempelvis kaliumnitrat och ammoniumnitrat löses  i vatten ökar den strukturella entropin som en följd av att en jonförening sönderdelas i fria joner och att reaktionen då svarar med att uppta värme som går åt till att höja jonernas bindningsenergier. Detta utnyttjas bland annat i så kallade köldpåsar vilka innehåller ammoniumnitrat som löses i vatten och används för att lindra smärta vid muskelbristningar och liknande. Vid proteindenaturering ökar också den strukturella oordningen, eller sannolikheten. Dessa kan därför också vara endoterma, det vill säga äga rum under upptagande av värme. Andra mer vardagliga exempel är is som smälter och vatten som förgasas.
Man skiljer på de endoterma reaktionerna (∆H är positivt) och de endergona reaktionerna (∆G är positivt), som förlöper i motsatt riktning mot den spontana och därför kräver tillförsel av ordnad energi (exergi), det vill säga arbete. Exempel på detta är när en elektrisk ström sönderdelar vatten till vätgas och syrgas.